# La pasión del rey
Le roi danse (distribuida en español como La pasión del rey) es una película biográfica sobre la relación entre el compositor Jean-Baptiste Lully y el rey Luis XIV; también se muestra la relación de Lully con Molière. Basada en el libro de Philippe Beausant y dirigida por Gérard Corbiau. Estrenada en el año 2000 fue nominada a tres premios César.

## Trama
Lully (Boris Terral) comienza a ganar la confianza del joven rey Luis de 14 años de edad, en 1653, dándole zapatos especialmente diseñados para el Ballet de la Nuit. Su posterior subida atrae la hostilidad de los viejos súbditos de la corte, en particular el compositor real Robert Cambert (Johan Leysen). Sin embargo, tras la muerte del Cardenal Mazarino, Luis (Benoît Magimel) toma el poder como el rey en 1661 y ahora está en juego con el establecimiento religioso creado y controlado por su madre Ana de Austria (Colette Emmanuelle) en el Palais-Royal. Por otro lado, la animosidad de Lully con Cambert toma otra dimensión después de que la amante de Cambert, Madeleine Lambert (Cécile Bois), la hija de Michel Lambert, se casa con Lully en 1662. Lully y el otro favorito del rey, Molière (Tchéky Karyo) están dispuestos a sacar a la antigua corte pero llegar a comprender sus límites se hace más evidente en eventos como la puesta en escena (y la consiguiente prohibición) de Tartufo en 1664. Mientras tanto, los años que pasan ponen fin a la posición de Lully como profesor de baile del rey y coreógrafo y él también tiene que enfrentarse a las tensiones emocionales que crecen con la sobrina de su esposa, Julie (Claire Keim), que culminará en la gala de la Cambert Pomone en 1671.

## Reparto
- Benoît Magimel: Luis XIV.
- Boris Terral: Jean-Baptiste Lully.
- Tchéky Karyo: Molière.
- Cécile Bois: Madeleine Lambert, esposa de Lully.
- Colette Emmanuelle: Ana de Austria.
- Johan Leysen: Robert Cambert.
- Claire Keim: Julie.
- Idwig Stéphane: el príncipe de Conti.
- Caroline Veyt: Armande Béjart.
- Ingrid Rouif: Madame de Montespan.
- Jacques François: Jean de Cambefort.
- Pierre Gérald: Jean-Baptiste Boësset.

## Recepción
La película fue candidata a los Premios César del 2001 en tres categorías.